# Die Jungfrauen von Bumshausen
Die Jungfrauen von Bumshausen ist ein 1969 entstandenes Sexlustspiel von Hans Billian.

## Handlung
Michael Horn, der Schmied von Bumshausen, hat oft Sex mit vielen verschiedenen Frauen. Wegen ihm verzeichnet der Ort seit kurzem einen rekordverdächtigen Anstieg der Geburtenrate. Bumshausens Bürgermeister Ehrentraut behauptet, dass der Kindersegen auf das günstige Klima, die potenzsteigernde Wirkung des Föhns, zurückzuführen sei. Dadurch erhofft er sich, neue Gäste zu gewinnen: nämlich all diejenigen Pärchen, bei denen sich der Kinderwunsch bislang nicht erfüllen ließ. Und tatsächlich scheint sein Konzept aufzugehen.

## Produktionsnotizen
Die Jungfrauen von Bumshausen entstand in der zweiten Jahreshälfte 1969 und wurde am 20. Februar 1970 uraufgeführt. Später wurde der Streifen auch unter dem Titel Betthupferl in Oberbayern vertrieben.

## Kritik
„Deutsches Lustspiel auf der untersten Stufe; mit den handelsüblichen Zoten angereichert.“